# Blason de Taverny
Le blason de la ville de Taverny fut présenté à l’agrément de la commission d’héraldique de Seine et Oise par le Maire de la ville le 4 juin 1943.

## Description
D’or de la Croix de gueules cantonnées de douze alérions d’azur (famille de Montmorency) brisé d’un franc canton d’azur au Sautoir d’argent (famille des Longaulnay, Seigneur de Taverny au XVIIIe siècle), couronné à Trois Tours.

## Signification

### Les Montmorency

Armes des Montmorency

Le blason de Taverny reprend les armoiries des Montmorency, famille régnant sur la ville auparavant.

La légende rapporte qu'en souvenir de la bataille de Bouvines en 1214 où Mathieu II de Montmorency, connétable de France, enleva douze enseignes à l'armée impériale conduite par l'empereur Othon IV, il ajouta douze alérions aux quatre qui composaient ses armes. Ce haut fait d'armes explique les armes des Montmorency, qui portent « d'or, à la croix de gueules, cantonnée de seize alérions d'azur ».

Blason des Longaulnay

### Les Longaulnay
Le franc canton d'azur au Sautoir d’argent est le symbole des Longaulnay, seigneurs de Taverny au XVIIIe siècle.